# Пастернак Борис Леонідович
Бори́с Леоні́дович Пастерна́к (29 січня (10 лютого) 1890, Москва, Російська імперія — 30 травня 1960, Передєлкіно, Московська область, РРФСР, СРСР) — російський поет, прозаїк, перекладач українсько-єврейського походження. Свої перші вірші публікував у 23 роки. Лауреат Нобелівської премії 1958 року завдяки роману «Доктор Живаго». Майстер філософської та пейзажної лірики, Пастернак зробив значний внесок у розвиток поезії у 20 столітті. Син Леоніда Пастернака.
З Велимиром Хлєбниковим був Головою земної кулі.

## Біографія

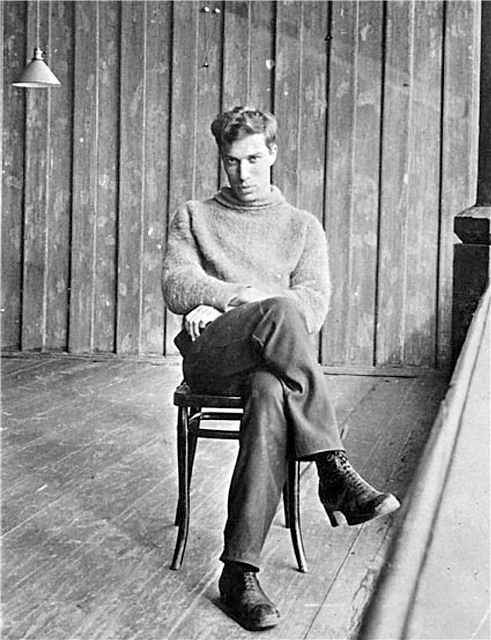
У молоді роки

Народився 10 лютого 1890 року в Москві. Батьки Бориса Пастернака — одеські євреї. Батько — відомий художник, академік Петербурзької академії мистецтв Леонід (Ісак) Йосипович Пастернак, мати — піаністка Розалія Ізидорівна Пастернак — переїхали з Одеси до Петербурга в 1889.
Дитячі роки минули в атмосфері мистецтва й літератури, зустрічей з видатними творчими особистостями. У помешканні Пастернаків влаштовувалися домашні концерти, в яких брали участь музиканти, письменники й художники, серед яких бували Олександр Скрябін, Лев Толстой, Сергій Рахманінов, Василь Полєнов, Ісаак Левітан, Валентин Серов.
У 1903—1909 роках займався музикою, під керівництвом визначних авторитетів вивчав теорію композиції.
1909 року вступив на історико-філологічний факультет Московського університету. 1912 року студіював філософію в Марбурзькому університеті (Німеччина).
1913 року Пастернак залишив заняття філософією і зосередився на літературній праці. Приєднався до футуристичного угрупування «Центрифуга». У цей час вийшли друком перші його поетичні збірки: «Близнюк у хмарах» (1914), «Поверх бар'єрів» (1917).
Батьки Пастернака 1921 року за особистим клопотанням Анатолія Луначарського залишають радянську Росію.
У 1920-ті роки у Бориса Пастернака почався період зрілої творчості. Тоді він опублікував збірку «Сестра моя — життя» (1922), що принесла йому широку популярність, працював над історико-революційними поемами «Дев'ятсот п'ятий рік», «Лейтенант Шмідт», романом у віршах «Спекторський». З серпня 1922 по березень 1923 перебував у вигнанні в Берліні.
Прилучився до діяльності творчого об'єднання «ЛЄФ». На межі 1920-х — 1930-х років були створені збірка поезій «Друге народження» та прозові твори «Охоронна грамота» і «Повість». На цей час припадає короткий період офіційного визнання творчості Пастернака в СРСР. Він бере активну участь у діяльності Спілки письменників СРСР, виступає на її першому з'їзді.
1935 року Пастернак заступається за чоловіка і сина Анни Ахматової, яких було звільнено з тюрми лише після листів Сталіну. У січні 1936 року він публікує два вірші зі словами захоплення Сталіном, але вже у середині 1936 року ставлення влади до нього змінюється — йому докоряють світоглядом, що не відповідає епосі, вимагають безумовної тематичної та ідейної перебудови. 1937 року Пастернак виявляє неабияку громадянську мужність і відмовляється підписати листа зі схваленням розстрілу Тухачевського та інших, не криючись відвідує домівку репресованого Бориса Пильняка. Це призводить до тривалого періоду відсторонення від офіційної літератури. Вірші набувають більш особистого та трагічного відтінку.
Наприкінці 1930-х років Пастернак звертається до прози та перекладів, які у 1940-х роках стають основним джерелом його заробітку. Саме у цей період створено переклади, які стали класикою: Шекспірівські трагедії, «Фауст» Ґете, «Марія Стюарт» Шиллера, твори Рільке, Верлена, Кляйста, грузинських поетів та інших авторів.
1943 року вийшла його поетична збірка «На ранніх потягах».

## «Доктор Живаго»
Протягом десяти років (з 1946 до 1955) Борис Пастернак працював над романом «Доктор Живаго». За оцінкою самого автора роман є вершиною його творчості як прозаїка. У ньому відображено широке полотно життя російської інтелігенції на тлі драматичного періоду від початку ХХ-го сторіччя до громадянської війни. Роман дуже поетичний, сюжет супроводжується віршами головного героя — Юрія Андрійовича Живаго. У ньому висвітлюються найсуттєвіші питання людського існування — життя і смерть, погляд на історію, християнство, єврейство. Неоднозначним було ставлення автора (в особі головного героя) до жовтневого перевороту і наступних змін у житті країни.
|                      | Виявляється, судячи з роману, Жовтнева революція — це непорозуміння і краще було її не робити. |
| — Еммануїл Казакевич |                                                                                                |

Офіційні радянські літературні діячі зустріли роман дуже негативно, у друкуванні було відмовлено.
|                                                             | Не можна давати трибуну Пастернаку! |
| — Костянтин Симонов, головний редактор журналу "Новий світ" |                                     |

Публікація роману відбулася на Заході — спочатку в Італії (1957), у прокомуністично налаштованому видавництві Фільтринеллі, потім у Великій Британії. Це призвело до справжнього цькування Пастернака у радянських виданнях, його виключили з лав Спілки письменників СРСР, на шпальтах радянських газет друкували відверті образи.

## Нобелівська премія
1958 року торішній нобелівський лауреат Альбер Камю висунув кандидатуру Пастернака для нагородження літературною Нобелівською премією, і Пастернак став другим російським письменником (після Буніна), якому була присуджена ця почесна нагорода.
Попри те, що премію було присуджено «За значні досягнення у сучасній ліричній поезії, а також за продовження традицій великого російського епічного роману» зусиллями офіційної радянської влади вона мала надовго запам'ятатися пов'язаною із романом «Доктор Живаго», антирадянська сутність якого постійно висвітлювалася. Для радянської пропаганди це стало лише приводом, щоб посилити цькування Пастернака.
|                                           | Пастернак отримав „тридцять срібняків“, для чого було використано Нобелівську премію. Його нагородили за те, що погодився виконувати роль наживки на іржавому гачку антирадянської пропаганди... Безславний кінець чекає воскреслого Юду, доктора Живаго, і його автора, долею якого буде народна зневага. |
| — Литературная газета 25 жовтня 1958 року | |

Московська організація Спілки письменників СРСР вимагали вислати Пастернака з СРСР і позбавити його радянського громадянства. Серед літераторів, що вимагали вислання, були Сергій Смирнов, Лев Ошанін, Борис Слуцький, Сергій Баруздін, Борис Полевой.
Під тиском суспільного цькування Пастернак був змушений відмовитися від нагороди.
|                                                           | З огляду на те значення, яке здобула присуджена мені нагорода в суспільстві, до якого я належу, я повинен від неї відмовитися. Не сприймайте за образу мою добровільну відмову. |
| — Борис Пастернак, телеграма на адресу Шведської академії | |

## Подальша доля
Джавахарлал Неру та Альбер Камю клопоталися за нобелівського лауреата перед Микитою Сергійовичем Хрущовим, але все було марно. Хоча письменника не було розстріляно чи засуджено, як це відбувалося у сталінські часи.
Борис Пастернак помер 30 травня 1960 у Передєлкіно під Москвою від раку легенів. Сотні людей (серед яких були Наум Коржавін, Булат Окуджава, Андрій Вознесенський) прийшли на його похорони 2 червня не зважаючи на опалу. Олександр Галич присвятив його смерті одну з пісень.

## Пастернак і Україна
Улітку 1930 р. Борис Пастернак разом із дружиною Євгенією, сином Женею та братом Олександром і його родиною відпочивав в Ірпені на дачі у знайомих, за адресою: Пушкінська вул., 13 (за тогочасною нумерацією). До Ірпеня поет прибув із Києва, куди приїхав потягом із Москви.
За поширеною думкою, 15 квітня 1930 Б. Пастернак разом із родичами відвідав концерт Генріха Нейгауза, який у супроводі місцевого оркестру виконував твори Ф. Шопена і Ф. Ліста на відкритій естраді біля філармонії. Цій події та безпосередньо Г. Нейгаузові поет присвятив першу з двох «Балад», написаних в Ірпені. (Водночас, за свідченнями Миколи Вільмонта, самого поета не було на концерті, а описані у вірші враження від події відтворено зі слів членів його родини, які відвідали виступ Нейгауза.) У вересні 1930 Б. Пастернак і його родина виїхали з Ірпеня через Київ до Москви.
У 1931 Б. Пастернак двічі відвідав Київ: перший раз — наприкінці травня, вдруге  — на початку липня. Метою приїздів була зустріч із Зінаїдою Нейгауз, з якою в поета розвивався роман, обоє планували невдовзі одружитися. Б. Пастернак бував у гостях у їхнього спільного знайомого Є. І. Перліна в будинку на Святославській вул., 9, кв. 7, а також відвідував З. Нейгауз, яка після переїзду з Москви до Києва оселилася в помешканні своєї подруги Р. Г. Перліної (невістка Є. Перліна) на вул. Гершуні (тепер — вул. Олеся Гончара), 17-19.
На фасаді будинку на Святославській вул. (на той час — вул. Чапаєва, нині  — вулиця В'ячеслава Липинського), 9, у лютому 2008 відкрито меморіальну дошку Борису Пастернаку (скульптор Микола Рапай, архітектор В'ячеслав Дормидонтов). Дошка зникла в листопаді 2015 року.

## Творчість
Творчість Бориса Пастернака була предметом дослідження вчених Кононової Ж. О., Маркович Я. С., Радіонової А. В., Дармокрик І. Ю. та інших вчених.
Початковий період творчості Пастернака був відзначений перехресним впливом символізму і футуризму.
Основними особливостями поезії Пастернака є:
- щільне переплетення тем природи, кохання, мистецтва та їх філософське осмислення
- настрої зачудування буттям, радісного сприйняття світу, духовної відкритості природи, вираження стану емоційного потрясіння, «захоплення», «екстазу»
- відтворення безперервного руху, динаміки життя, прагнення охопити світ у цілому.

### Видання
- Пастернак Б. Л. Полное собрание сочинений и писем.
- Пастернак Б. Л. Собрание сочинений. В 5 т. М.: Худож. лит., 1989—1992.
- «Гамлет» Бориса Пастернака. М.; СПб.: Летний сад, 2002.
- Пастернак Б. Л. Письма к родителям и сестрам. 1907—1960. М.: Новое литературное обозрение, 2004.
- Борис Пастернак, Марина Цветаева. «Души начинают видеть». Письма 1922—1936 гг. М.: Вагриус, 2004.
- Пастернак Б. Л. «Существованья ткань сквозная». Письма к Евгении Пастернак. М.: Новое литературное обозрение, 1998.
- Пастернак Б. Л. «Пожизненная привязанность». Переписка с Ольгой Фрейденберг. М.: Арт-Флекс, 2000.
- Пастернак Б. Л. «Чтоб не скучали расстоянья». Биография в письмах. М.: Арт-Флекс, 2000.
- Пастернак Б. Л. Второе рождение. Письма к 3.Н.Пастернак.

### Переклади українською
Наступні твори Пастернака перекладено українською:
- Борис Пастернак (1961). Гетсиманський сад (Уривок з роману «Доктор Живаго»). Переклад з російської: Ігор Костецький // Мюнхен: Сучасність. 1961. травень. С.57-58.
- Борис Пастернак (1990). Стихотворения. Поезії; Переклад з рос.: Микола Рябчук та інші; упорядник: Микола Рябчук. Київ: Дніпро, 179 стор. ISBN 5-308-00704-7 (паралельно укр. та рос. мовами) (pdf)
- Борис Пастернак (2003). Твори. пер. з рос. ? // Антологія зарубіжної поезії другої половини ХІХ-ХХ сторіччя. — К. : Навчальна книга. 319 стор.: сс. 281—284.
- Борис Пастернак (2003). Поезії. пер. з рос. ? // Світової поезії світ: програмні твори / уклад. Б. Чайковський. — Київ: Обереги. — 496 стор.: сс. 459—462 —  ISBN 966-513-205-9
- Борис Пастернак (2005). Різдвяна зоря (Вірш з роману «Доктор Живаго»). Пер з рос. Ю. Андрухович. // Сучасність. № 2 за 2005 рік. С. 27-29
- Борис Пастернак (2007). Зимова ніч. Пер з рос. І. Андрусяк // Кур'єр Кривбасв. № 210/211 за 2007 рік (трав.–черв.). С. 184—185

Окремі твори також переклав українською мовою Дмитро Куренівець (поезії «Єдині дні» та «Зимова ніч») та Юрій Кобильник (поезія «Лихі дні»).